# Нижнее Сарлайкино
Нижнее Сарлайкино (мар. Ӱл Аръюнгывуй) — деревня в Горномарийском районе Марий Эл Российской Федерации. Входит в состав Виловатовского сельского поселения.
Численность населения — 161 чел. (2010 год).

## География
Располагается в 5,5 км от административного центра сельского поселения — села Виловатово, на реке Малая Юнга.

## История
Впервые упоминается как «выселок Сарлаев» из деревни Яктерля в 1795 году. В 1859 году в деревне числилось 59 дворов, в 1897 году — 71 двор.

## Население
| 2002 | 2010 |
| ---- | ---- |
| 196  | ↘161 |

## Известные уроженцы
Терентьев Исаак Терентьевич (1919—1995) — горномарийский советский деятель сельского хозяйства, агроном. Старший, главный агроном совхоза «Сила» Горномарийского района Марийской АССР (1958—1980). Заслуженный агроном РСФСР (1960). Участник Великой Отечественной войны. Член ВКП(б).